# Vilgot Sjöman
David Harald Vilgot Sjöman (Stoccolma, 2 dicembre 1924 – Stoccolma, 9 aprile 2006) è stato un regista e sceneggiatore svedese.

## Biografia
I suoi film affrontano temi controversi relativi alle classi sociali, alla moralità e ai tabù sessuali, e uniscono i personaggi tormentati di Ingmar Bergman a uno stile d'avanguardia della Nouvelle Vague. È noto soprattutto per aver diretto i film 490+1=491 (1964) e Io sono curiosa (1967), che tendono a far forza sui limiti di accettabilità di quanto possa essere mostrato in un film e trattano volutamente i loro soggetti in maniera provocatoria ed esplicita.

## Filmografia

### Regista e sceneggiatore
- L'amante (Älskarinnan) (1962)
- 490+1=491 (491) (1964)
- Il letto della sorella (Syskonbädd 1782) (1966)
- Stimulantia, segmento Negressen i skåpet (1967)
- Io sono curiosa (Jag är nyfiken - en film i gult) (1967)
- Jag är nyfiken - en film i blått (1968)
- Ni ljuger (1969)
- Lyckliga skitar (1970)
- Troll (1971)
- Corruzione in una famiglia svedese - Una manciata d'amore (En handfull kärlek) (1974)
- Garage (1975)
- Taboo (1977)
- Linus eller Tegelhusets hemlighet (1979)
- Jag rodnar (1981)
- Hur ska det gå för Pettersson? – miniserie TV (1984)
- En flicka kikar i ett fönster – film TV (1987)
- Malacca (1987)
- La trappola (Fallgropen) (1989)
- Self Portrait '92 (1992)
- Alfred (1995)

### Solo sceneggiatore
- Trots, regia di Gustaf Molander (1952)
- Lek på regnbågen, regia di Lars-Eric Kjellgren (1958)
- Siska - En kvinnobild, regia di Alf Kjellin (1962)
- Kristoffers hus, regia di Lars Lennart Forsberg (1979)

### Solo regista
- Ingmar Bergman gör en film – film TV (1963)
- Klänningen (1964)
- Journey with Father (1969)
- Pelikanen – film TV (1982)
- Ett äktenskap i kris – miniserie TV (1992)

## Premi e riconoscimenti
Guldbagge
1974 - Miglior regista per Corruzione in una famiglia svedese - Una manciata d'amore